# Formula 1 – sezona 1962.
| FIA Svjetsko automobilističko prvenstvo 1962. | FIA Svjetsko automobilističko prvenstvo 1962. |
|                                               | Prvak                                         |
| --------------------------------------------- | --------------------------------------------- |
| Vozač                                         | Graham Hill (BRM)                             |
| Konstruktor                                   | BRM                                           |
| Prethodna sezona                              | Sljedeća sezona                               |
| 1961.                                         | 1963.                                         |

Formula 1 – sezona 1962. bila je 13. sezona u prvenstvu Formule 1.

## Sažetak sezone
Britanac Graham Hill osvojio je svoj prvi naslov svjetskog prvaka. Hill je pobijedio na četiri utrke, Zandvoortu, Nürburgringu, Monzi i na prvoj utrci koja se vozila u Južnoafričkoj Republici, na stazi Prince George u East Londonu. BRM je osvojio svoj prvi konstruktorski naslov u Formuli 1. Hillov momčadski kolega Richie Ginther, imao je četiri odustajanja tijekom sezone, a na tek dvije utrke se penjao na postolje i osvajao bodove.
Lotus je uzrokovao revoluciju uvođenjem monokok šasije. Njihov vozač Škot Jim Clark bio je pretendent za naslov do zadnje utrke gdje mu je trebala pobjeda. Clark je vodio otpočetka sva 62 kruga, a onda je odustao zbog curenja ulja na svom bolidu. Clark je na Velikoj nagradi Belgije na Spa-Francorchampsu, ostvario svoju prvu pobjedu u prvenstvu Formule 1, a tijekom sezone još je pobjeđivao na Aintreeu i Watkins Glenu. Njegov momčadski kolega, Britanac Trevor Taylor, osvojio je drugo mjesto na Velikoj nagradi Nizozemske, a do kraja nije više osvajao bodove. Trevor je dvije utrke kasnije na Spa-Francorchampsu, doživio veliki sudar. U borbi za 2. mjesto s Willyjem Mairesseom u Ferrariju, bolidi su se sudarili, nakon čega udaraju u jarak pokraj staze. Oba vozača su ispala iz bolida, a Mairesseov se i zapalio. Srećom, i Taylor i Mairesse su prošli tek s lakšim ozljedama. 
Ferrari je nakon dominantne prethodne sezone, ovu sezonu završio bez ijedne pobjede uz samo četiri postolja. Momčad je napustilo nekoliko ključnih ljudi, među kojima su bili tehnički direktor Carlo Chiti i ravnatelj momčadi Romolo Tavoni, koji su nakon završetka sezone osnovali momčad ATS. Phil Hill i Giancarlo Baghetti pridružili su se ATS-u za sljedeću 1963.
Amerikanac Dan Gurney ostvario je svoju prvu pobjedu na Velikoj nagradi Francuske vozeći za Porsche. To je bila i jedina Porscheova pobjeda u Formuli 1. Australac Jack Brabham je nakon neuspjele 1961., napustio Cooper, te osnovao svoju momčad Brabham, koja je u početku sezone koristila Lotusovu šasiju, da bi kasnije izradila svoju vlastitu. Brabhama je u Cooperu zamijenio Južnoafrikanac Tony Maggs, koji je u svojoj prvoj sezoni ostvario dva postolja, na Aintreeu i svojoj domaćoj utrci. Maggsov momčadski kolega Bruce McLaren je, s pobjedom na Velikoj nagradi Monaka i još četiri postolja, završio sezonu na trećem mjestu.
Dvadesetogodišnji Meksikanac Ricardo Rodríguez, poginuo je na treningu svoje domaće utrke u Meksiku koja se nije bodovala za prvenstvo. Rodríguez je izgubio nadzor nad bolidom i udario u zid, a uzrok tome bilo je puknuće prednjeg desnog ovjesa na bolidu. Još jedan vozač koji je ove sezone imao u planu nastupiti samo na Monzi, Talijan Giulio Cabianca, poginuo je u bizarnoj nesreću prilikom testiranja svog bolida na stazi u Modeni.
Ovo je bila prva sezona da je konstruktor za pobjedu osvajao devet, umjesto dosadašnjih osam bodova.

## Vozači i konstruktori
| Konstruktor       | Momčad / Sudionik                 | Šasija                  | Motor                                   | Gume | Vozač                   | Utrke     |
| ----------------- | --------------------------------- | ----------------------- | --------------------------------------- | ---- | ----------------------- | --------- |
| Ferrari           | Scuderia Ferrari SpA SEFAC        | Ferrari 156             | Ferrari 178 1.5 V6                      | D    | Phil Hill               | 1–3, 5–7  |
| Ferrari           | Scuderia Ferrari SpA SEFAC        | Ferrari 156             | Ferrari 178 1.5 V6                      | D    | Giancarlo Baghetti      | 1, 3, 6–7 |
| Ferrari           | Scuderia Ferrari SpA SEFAC        | Ferrari 156             | Ferrari 178 1.5 V6                      | D    | Ricardo Rodríguez       | 1–3, 6–7  |
| Ferrari           | Scuderia Ferrari SpA SEFAC        | Ferrari 156             | Ferrari 178 1.5 V6                      | D    | Lorenzo Bandini         | 2, 6–7    |
| Ferrari           | Scuderia Ferrari SpA SEFAC        | Ferrari 156             | Ferrari 178 1.5 V6                      | D    | Willy Mairesse          | 2–3, 7    |
| Lotus-Climax      | Team Lotus                        | Lotus 25 Lotus 24       | Climax FWMW 1.5 V8                      | D    | Jim Clark               | Sve       |
| Lotus-Climax      | Team Lotus                        | Lotus 25 Lotus 24       | Climax FWMW 1.5 V8                      | D    | Trevor Taylor           | Sve       |
| Lotus-Climax      | Brabham Racing Organisation       | Lotus 24                | Climax FWMV 1.5 V8                      | D    | Jack Brabham            | 1–5       |
| Lotus-Climax      | UDT Laystall Racing Team          | Lotus 24 Lotus 18/21    | Climax FWMV 1.5 V8 Climax FPF 1.5 L4    | D    | Innes Ireland           | 1–5, 7–9  |
| Lotus-Climax      | UDT Laystall Racing Team          | Lotus 24 Lotus 18/21    | Climax FWMV 1.5 V8 Climax FPF 1.5 L4    | D    | Masten Gregory          | 1, 5      |
| Lotus-Climax      | R.R.C. Walker Racing Team         | Lotus 24                | Climax FWMV 1.5 V8                      | D    | Maurice Trintignant     | 2–4, 6–8  |
| Lotus-Climax      | Scuderia SSS Republica di Venezia | Lotus 24 Lotus 18/21    | Climax FPF 1.5 L4                       | D    | Nino Vaccarella         | 2, 7      |
| Lotus-Climax      | Ecurie Nationale Suisse           | Lotus 21                | Climax FPF 1.5 L4                       | D    | Jo Siffert              | 2         |
| Lotus-Climax      | Emeryson Cars                     | Lotus 18                | Climax FPF 1.5 L4                       | D    | John Campbell-Jones     | 3         |
| Lotus-Climax      | Equipe Nationale Belge            | Lotus 18/21             | Climax FPF 1.5 L4                       | D    | Lucien Bianchi          | 3         |
| Lotus-Climax      | Ecurie Filipinetti                | Lotus 21                | Climax FPF 1.5 L4                       | D    | Jo Siffert              | 3, 6      |
| Lotus-Climax      | Ecurie Excelsior                  | Lotus 18                | Climax FPF 1.5 L4                       | D    | Jay Chamberlain         | 5–7       |
| Lotus-Climax      | John Dalton                       | Lotus 18/21             | Climax FPF 1.5 L4                       | D    | Tony Shelly             | 5–6       |
| Lotus-Climax      | Gerry Ashmore                     | Lotus 18/21             | Climax FPF 1.5 L4                       | D    | Gerry Ashmore           | 7         |
| Lotus-Climax      | Scuderia Jolly Club               | Lotus 18                | Climax FPF 1.5 L4                       | D    | Ernesto Prinoth         | 7         |
| Lotus-Climax      | Dupont Team Zerex                 | Lotus 24                | Climax FWMV 1.5 V8                      | D    | Roger Penske            | 8         |
| Lotus-Climax      | Jim Hall                          | Lotus 21                | Climax FPF 1.5 L4                       | D    | Jim Hall                | 8         |
| Lotus-Climax      | Mecom Racing Team                 | Lotus 24                | Climax FPF 1.5 L4                       | D    | Rob Schroeder           | 8         |
| Lotus-Climax      | Ernie Pieterse                    | Lotus 21                | Climax FPF 1.5 L4                       | D    | Ernie Pieterse          | 9         |
| Lotus-Climax      | Neville Lederle                   | Lotus 21                | Climax FPF 1.5 L4                       | D    | Neville Lederle         | 9         |
| Porsche           | Porsche System Engineering        | Porsche 804 Porsche 718 | Porsche 753 1.5 F8 Porsche 547/6 1.5 F4 | D    | Dan Gurney              | 1–2, 5–8  |
| Porsche           | Porsche System Engineering        | Porsche 804 Porsche 718 | Porsche 753 1.5 F8 Porsche 547/6 1.5 F4 | D    | Jo Bonnier              | 1–2, 4–8  |
| Porsche           | Porsche System Engineering        | Porsche 804 Porsche 718 | Porsche 753 1.5 F8 Porsche 547/6 1.5 F4 | D    | Phil Hill               | 8         |
| Porsche           | Ecurie Maarsbergen                | Porsche 718 Porsche 787 | Porsche 547/6 1.5 F4                    | D    | Carel Godin de Beaufort | Sve       |
| Porsche           | Ecurie Maarsbergen                | Porsche 718 Porsche 787 | Porsche 547/6 1.5 F4                    | D    | Ben Pon                 | 1         |
| Porsche           | Scuderia SSS Republica di Venezia | Porsche 718             | Porsche 547/3 1.5 F4                    | D    | Nino Vaccarella         | 6         |
| Porsche           | Ecurie Filipinetti                | Porsche 718             | Porsche 547/3 1.5 F4                    | D    | Heini Walter            | 6         |
| Cooper-Climax     | Cooper Car Company                | Cooper T60 Cooper T55   | Climax FWMV 1.5 V8 Climax FPF 1.5 L4    | D    | Bruce McLaren           | Sve       |
| Cooper-Climax     | Cooper Car Company                | Cooper T60 Cooper T55   | Climax FWMV 1.5 V8 Climax FPF 1.5 L4    | D    | Tony Maggs              | Sve       |
| Cooper-Climax     | Cooper Car Company                | Cooper T60 Cooper T55   | Climax FWMV 1.5 V8 Climax FPF 1.5 L4    | D    | Timmy Mayer             | 8         |
| Cooper-Climax     | Ecurie Galloise                   | Cooper T53              | Climax FPF 1.5 L4                       | D    | Jackie Lewis            | 1–2, 4–6  |
| Cooper-Climax     | Anglo-American Equipe             | Cooper T59              | Climax FPF 1.5 L4                       | D    | Ian Burgess             | 5–7       |
| Cooper-Climax     | Bernard Collomb                   | Cooper T53              | Climax FPF 1.5 L4                       | D    | Bernard Collomb         | 6         |
| Cooper-Climax     | Hap Sharp                         | Cooper T53              | Climax FPF 1.5 L4                       | D    | Hap Sharp               | 8         |
| Cooper-Climax     | John Love                         | Cooper T55              | Climax FPF 1.5 L4                       | D    | John Love               | 9         |
| BRM               | Owen Racing Organisation          | BRM P57 BRM P48/57      | BRM P56 1.5 V8                          | D    | Graham Hill             | Sve       |
| BRM               | Owen Racing Organisation          | BRM P57 BRM P48/57      | BRM P56 1.5 V8                          | D    | Richie Ginther          | Sve       |
| BRM               | Bruce Johnstone                   | BRM P48/57              | BRM P56 1.5 V8                          | D    | Bruce Johnstone         | 9         |
| Brabham-Climax    | Brabham Racing Organisation       | Brabham BT3             | Climax FWMV 1.5 V8                      | D    | Jack Brabham            | 6, 8–9    |
| Lotus-BRM         | UDT Laystall Racing Team          | Lotus 24                | BRM P56 1.5 V8                          | D    | Masten Gregory          | 2–4, 7–8  |
| Lotus-BRM         | Autosport Team Wolfgang Seidel    | Lotus 24                | BRM P56 1.5 V8                          | D    | Dan Gurney              | 3         |
| Lotus-BRM         | Autosport Team Wolfgang Seidel    | Lotus 24                | BRM P56 1.5 V8                          | D    | Wolfgang Seidel         | 5–6       |
| Lotus-BRM         | Autosport Team Wolfgang Seidel    | Lotus 24                | BRM P56 1.5 V8                          | D    | Gunther Seiffert        | 6         |
| Lotus-BRM         | Autosport Team Wolfgang Seidel    | Lotus 24                | BRM P56 1.5 V8                          | D    | Tony Shelly             | 7         |
| Lotus-BRM         | Ecurie Filipinetti                | Lotus 24                | BRM P56 1.5 V8                          | D    | Jo Siffert              | 4, 7      |
| Lotus-BRM         | Ecurie Filipinetti                | Lotus 24                | BRM P56 1.5 V8                          | D    | Heinz Schiller          | 6         |
| Emeryson-Climax   | Ecurie Maarsbergen                | Emeryson 61             | Climax FPF 1.5 L4                       | D    | Wolfgang Seidel         | 1         |
| Emeryson-Climax   | Emeryson Cars                     | Emeryson 61             | Climax FPF 1.5 L4                       | D    | Tony Settember          | 5, 7      |
| Lola-Climax       | Bowmaker-Yeoman Racing Team       | Lola Mk4                | Climax FWMV 1.5 V8                      | D    | John Surtees            | Sve       |
| Lola-Climax       | Bowmaker-Yeoman Racing Team       | Lola Mk4                | Climax FWMV 1.5 V8                      | D    | Roy Salvadori           | 1–2, 4–9  |
| ENB-Maserati      | Equipe Nationale Belge            | ENB F1                  | Maserati Tipo 6 1.5 L4                  | D    | Lucien Bianchi          | 3         |
| Gilby-BRM         | Gilby Engineering                 | Gilby 62                | BRM P56 1.5 V8                          | D    | Keith Greene            | 6–7       |
| De Tomaso         | Scuderia de Tomaso                | De Tomaso 801           | De Tomaso 1.5 F8                        | D    | Nasif Estéfano          | 7         |
| De Tomaso-OSCA    | Scuderia Settecolli               | De Tomaso F1            | OSCA 372 1.5 L4                         | D    | Roberto Lippi           | 7         |
| LDS-Alfa Romeo    | Otello Nucci                      | LDS Mk 1                | Alfa Romeo Giulietta 1.5 L4             | D    | Doug Serrurier          | 9         |
| Cooper-Alfa Romeo | Mike Harris                       | Cooper T53              | Alfa Romeo Giulietta 1.5 L4             | D    | Mike Harris             | 9         |

## Kalendar
| Rd | Datum        | Velika nagrada   | Staza             | Prvo startno mjesto | Pobjednik vozač | Pobjednik konstruktor |
| -- | ------------ | ---------------- | ----------------- | ------------------- | --------------- | --------------------- |
| 1  | 20. svibnja  | Nizozemska       | Zandvoort         | John Surtees        | Graham Hill     | BRM                   |
| 2  | 3. lipnja    | Monako           | Monaco            | Jim Clark           | Bruce McLaren   | Cooper-Climax         |
| 3  | 17. lipnja   | Belgija          | Spa-Francorchamps | Graham Hill         | Jim Clark       | Lotus-Climax          |
| 4  | 8. srpnja    | Francuska        | Rouen-Les-Essarts | Jim Clark           | Dan Gurney      | Porsche               |
| 5  | 21. srpnja   | Velika Britanija | Aintree           | Jim Clark           | Jim Clark       | Lotus-Climax          |
| 6  | 5. kolovoza  | Njemačka         | Nürburgring       | Dan Gurney          | Graham Hill     | BRM                   |
| 7  | 16. rujna    | Italija          | Monza             | Jim Clark           | Graham Hill     | BRM                   |
| 8  | 7. listopada | SAD              | Watkins Glen      | Jim Clark           | Jim Clark       | Lotus-Climax          |
| 9  | 29. prosinca | Južna Afrika     | East London       | Jim Clark           | Graham Hill     | BRM                   |

## Sistem bodovanja
Sistem bodovanja u Formuli 1
| Mjesto | Bodovi |
| ------ | ------ |
| 1.     | 9      |
| 2.     | 6      |
| 3.     | 4      |
| 4.     | 3      |
| 5.     | 2      |
| 6.     | 1      |

- Samo 5 najboljih rezultata u 9 utrka računali su se za prvenstvo vozača.
- Samo 5 najboljih rezultata u 9 utrka računali su se za prvenstvo konstruktora.
- Ako je više bolida jednog konstruktora završilo utrku u bodovima, samo najbolje plasirani bolid osvajao je konstruktorske bodove.

## Rezultati utrka
| Poz. | Vozač                   | Konstruktor   | Vrijeme   | Bodovi |
| ---- | ----------------------- | ------------- | --------- | ------ |
| 1.   | Graham Hill             | BRM           | 2:11:02.1 | 9      |
| 2.   | Trevor Taylor           | Lotus-Climax  | + 27.2    | 6      |
| 3.   | Phil Hill               | Ferrari       | + 1:21.1  | 4      |
| 4.   | Giancarlo Baghetti      | Ferrari       | + 1 krug  | 3      |
| 5.   | Tony Maggs              | Cooper-Climax | + 2 kruga | 2      |
| 6.   | Carel Godin de Beaufort | Porsche       | + 4 kruga | 1      |

| Poz. | Vozač           | Konstruktor   | Vrijeme     | Bodovi |
| ---- | --------------- | ------------- | ----------- | ------ |
| 1.   | Bruce McLaren   | Cooper-Climax | 2:46:29.7   | 9      |
| 2.   | Phil Hill       | Ferrari       | + 1.3       | 6      |
| 3.   | Lorenzo Bandini | Ferrari       | + 1:24.1    | 4      |
| 4.   | John Surtees    | Lola-Climax   | + 1 krug    | 3      |
| 5.   | Jo Bonnier      | Porsche       | + 7 krugova | 2      |
| 6.   | Graham Hill     | BRM           | + 8 krugova | 1      |

| Poz. | Vozač             | Konstruktor  | Vrijeme   | Bodovi |
| ---- | ----------------- | ------------ | --------- | ------ |
| 1.   | Jim Clark         | Lotus-Climax | 2:07:32.3 | 9      |
| 2.   | Graham Hill       | BRM          | + 44.1    | 6      |
| 3.   | Phil Hill         | Ferrari      | + 2:06.5  | 4      |
| 4.   | Ricardo Rodríguez | Ferrari      | + 2:06.6  | 3      |
| 5.   | John Surtees      | Lola-Climax  | + 1 krug  | 2      |
| 6.   | Jack Brabham      | Lotus-Climax | + 2 kruga | 1      |

| Poz. | Vozač                   | Konstruktor   | Vrijeme   | Bodovi |
| ---- | ----------------------- | ------------- | --------- | ------ |
| 1.   | Dan Gurney              | Porsche       | 2:07:05.5 | 9      |
| 2.   | Tony Maggs              | Cooper-Climax | + 1 krug  | 6      |
| 3.   | Richie Ginther          | BRM           | + 2 kruga | 4      |
| 4.   | Bruce McLaren           | Cooper-Climax | + 3 kruga | 3      |
| 5.   | John Surtees            | Lola-Climax   | + 3 kruga | 2      |
| 6.   | Carel Godin de Beaufort | Porsche       | + 3 kruga | 1      |

| Poz. | Vozač         | Konstruktor   | Vrijeme   | Bodovi |
| ---- | ------------- | ------------- | --------- | ------ |
| 1.   | Jim Clark     | Lotus-Climax  | 2:26:20.8 | 9      |
| 2.   | John Surtees  | Lola-Climax   | + 49.2    | 6      |
| 3.   | Bruce McLaren | Cooper-Climax | + 1:44.8  | 4      |
| 4.   | Graham Hill   | BRM           | + 1:56.8  | 3      |
| 5.   | Jack Brabham  | Lotus-Climax  | + 1 krug  | 2      |
| 6.   | Tony Maggs    | Cooper-Climax | + 1 krug  | 1      |

| Poz. | Vozač             | Konstruktor   | Vrijeme   | Bodovi |
| ---- | ----------------- | ------------- | --------- | ------ |
| 1.   | Graham Hill       | BRM           | 2:38:45.3 | 9      |
| 2.   | John Surtees      | Lola-Climax   | + 2.5     | 6      |
| 3.   | Dan Gurney        | Porsche       | + 4.4     | 4      |
| 4.   | Jim Clark         | Lotus-Climax  | + 42.1    | 3      |
| 5.   | Bruce McLaren     | Cooper-Climax | + 1:19.6  | 2      |
| 6.   | Ricardo Rodríguez | Ferrari       | + 1:23.8  | 1      |

| Poz. | Vozač              | Konstruktor   | Vrijeme   | Bodovi |
| ---- | ------------------ | ------------- | --------- | ------ |
| 1.   | Graham Hill        | BRM           | 2:29:08.4 | 9      |
| 2.   | Richie Ginther     | BRM           | + 29.8    | 6      |
| 3.   | Bruce McLaren      | Cooper-Climax | + 57.8    | 4      |
| 4.   | Willy Mairesse     | Ferrari       | + 58.1    | 3      |
| 5.   | Giancarlo Baghetti | Ferrari       | + 1:31.3  | 2      |
| 6.   | Jo Bonnier         | Porsche       | + 1 krug  | 1      |

| Poz. | Vozač          | Konstruktor    | Vrijeme   | Bodovi |
| ---- | -------------- | -------------- | --------- | ------ |
| 1.   | Jim Clark      | Lotus-Climax   | 2:07:13.0 | 9      |
| 2.   | Graham Hill    | BRM            | + 9.2     | 6      |
| 3.   | Bruce McLaren  | Cooper-Climax  | + 1 krug  | 4      |
| 4.   | Jack Brabham   | Brabham-Climax | + 1 krug  | 3      |
| 5.   | Dan Gurney     | Porsche        | + 1 krug  | 2      |
| 6.   | Masten Gregory | Lotus-BRM      | + 1 krug  | 1      |

 VN Južne Afrike
| Poz. | Vozač           | Konstruktor    | Vrijeme   | Bodovi |
| ---- | --------------- | -------------- | --------- | ------ |
| 1.   | Graham Hill     | BRM            | 2:08:03.3 | 9      |
| 2.   | Bruce McLaren   | Cooper-Climax  | + 49.8    | 6      |
| 3.   | Tony Maggs      | Cooper-Climax  | + 50.3    | 4      |
| 4.   | Jack Brabham    | Brabham-Climax | + 53.8    | 3      |
| 5.   | Innes Ireland   | Lotus-Climax   | + 1 krug  | 2      |
| 6.   | Neville Lederle | Lotus-Climax   | + 4 kruga | 1      |

## Poredak

### Vozači
| Mjesto | Vozač                   | Bodovi |   |   |   |   |   |   |   |   |   |
| ------ | ----------------------- | ------ | - | - | - | - | - | - | - | - | - |
| 1.     | Graham Hill             | 42     | 9 | 1 | 6 | – | 3 | 9 | 9 | 6 | 9 |
| 2.     | Jim Clark               | 30     | – | – | 9 | – | 9 | 3 | – | 9 | – |
| 3.     | Bruce McLaren           | 27     | – | 9 | – | 3 | 4 | 2 | 4 | 4 | 6 |
| 4.     | John Surtees            | 19     | – | 3 | 2 | 2 | 6 | 6 | – | – | – |
| 5.     | Dan Gurney              | 15     | – | – |   | 9 | – | 4 | – | 2 |   |
| 6.     | Phil Hill               | 14     | 4 | 6 | 4 |   | – | – | – |   |   |
| 7.     | Tony Maggs              | 13     | 2 | – | – | 6 | 1 | – | – | – | 6 |
| 8.     | Richie Ginther          | 10     | – | – | – | 4 | – | – | 6 | – | – |
| 9.     | Jack Brabham            | 9      | – | – | 1 | – | 2 | – |   | 3 | 3 |
| 10.    | Trevor Taylor           | 6      | 6 | – | – | – | – | – | – | – | – |
| 11.    | Giancarlo Baghetti      | 5      | 3 |   | – |   |   | – | 2 |   |   |
| 12.    | Lorenzo Bandini         | 4      |   | 4 |   |   |   | – | – |   |   |
| 13.    | Ricardo Rodríguez       | 4      | – |   | 3 |   |   | 1 | – |   |   |
| 14.    | Willy Mairesse          | 3      |   | – | – |   |   |   | 3 |   |   |
| 15.    | Joakim Bonnier          | 3      |   | 2 |   | – | – | – | 1 | – |   |
| 16.    | Innes Ireland           | 2      | – | – | – | – | – |   | – | – | 2 |
| 17.    | Carel Godin de Beaufort | 2      | 1 |   | – | 1 | – | – | – | – | – |
| 18.    | Masten Gregory          | 1      | – |   | – | – | – |   | – | 1 |   |
| 19.    | Neville Lederle         | 1      |   |   |   |   |   |   |   |   | 1 |
| Mjesto | Vozač                   | Bodovi |   |   |   |   |   |   |   |   |   |

- Graham Hill je osvojio ukupno 52 boda, ali samo 42 boda osvojena u pet najboljih utrka su se računala za prvenstvo vozača.
- Bruce McLaren je osvojio ukupno 32 boda, ali samo 27 bodova osvojenih u pet najboljih utrka su se računala za prvenstvo vozača.

| Boja | Značenje                                                                 |
| ---- | ------------------------------------------------------------------------ |
| 5    | Osvojeni bodovi koji su se računali za prvenstvo vozača / konstruktora   |
| 5    | Osvojeni bodovi koji se nisu računali za prvenstvo vozača / konstruktora |
| –    | Vozač / konstruktor nije osvojio bodove u utrci                          |
|      | Vozač / konstruktor nije nastupao na utrci                               |

### Konstruktori
| Mjesto | Konstruktor    | Bodovi |   |   |   |   |   |   |   |   |   |
| ------ | -------------- | ------ | - | - | - | - | - | - | - | - | - |
| 1.     | BRM            | 42     | 9 | 1 | 6 | 4 | 3 | 9 | 9 | 6 | 9 |
| 2.     | Lotus-Climax   | 36     | 6 | – | 9 | – | 9 | 3 | – | 9 | 2 |
| 3.     | Cooper-Climax  | 29     | 2 | 9 | – | 6 | 4 | 2 | 4 | 4 | 6 |
| 4.     | Lola-Climax    | 19     | – | 3 | 2 | 2 | 6 | 6 | – | – | – |
| 5.     | Porsche        | 18     | 1 | 2 | – | 9 | – | 4 | 1 | 2 | – |
| 6.     | Ferrari        | 18     | 4 | 6 | 4 |   | – | 1 | 3 |   |   |
| 7.     | Brabham-Climax | 6      |   |   |   |   |   | – |   | 3 | 3 |
| 8.     | Lotus-BRM      | 1      |   |   | – | – | – | – | – | 1 |   |
| Mjesto | Konstruktor    | Bodovi |   |   |   |   |   |   |   |   |   |

- BRM je osvojio ukupno 56 bodova, ali samo 42 boda osvojena u pet najboljih utrka su se računala za prvenstvo konstruktora.
- Lotus-Climax je osvojio ukupno 38 bodova, ali samo 36 bodova osvojenih u pet najboljih utrka su se računala za prvenstvo konstruktora.
- Cooper-Climax je osvojio ukupno 37 bodova, ali samo 29 bodova osvojenih u pet najboljih utrka su se računala za prvenstvo konstruktora.
- Porsche je osvojio ukupno 19 bodova, ali samo 18 bodova osvojenih u pet najboljih utrka su se računala za prvenstvo konstruktora.

## Statistike
| Vozač           | Pobjede | Postolja | Prvo startno mjesto | Najbrži krug | Krugovi u vodstvu |
| --------------- | ------- | -------- | ------------------- | ------------ | ----------------- |
| Graham Hill     | 4       | 6        | 1                   | 3            | 320               |
| Jim Clark       | 3       | 3        | 6                   | 5            | 268               |
| Bruce McLaren   | 1       | 5        | -                   | 1            | 14                |
| Dan Gurney      | 1       | 2        | 1                   | -            | 14                |
| Phil Hill       | -       | 3        | -                   | -            | 1                 |
| John Surtees    | -       | 2        | 1                   | -            | -                 |
| Richie Ginther  | -       | 2        | -                   | -            | 4                 |
| Tony Maggs      | -       | 2        | -                   | -            | -                 |
| Trevor Taylor   | -       | 1        | -                   | -            | 4                 |
| Lorenzo Bandini | -       | 1        | -                   | -            | 1                 |
| Willy Mairesse  | -       | -        | -                   | -            | 3                 |

| Konstruktor   | Pobjede | Postolja | Prvo startno mjesto | Najbrži krug | Krugovi u vodstvu |
| ------------- | ------- | -------- | ------------------- | ------------ | ----------------- |
| BRM-Climax    | 4       | 8        | 1                   | 3            | 320               |
| Lotus-Climax  | 3       | 4        | 6                   | 5            | 272               |
| Cooper-Climax | 1       | 7        | -                   | 1            | 14                |
| Porsche       | 1       | 2        | 1                   | -            | 14                |
| Ferrari       | -       | 4        | -                   | -            | 4                 |
| Lola-Climax   | -       | 2        | 1                   | -            | -                 |

### Vodeći vozač i konstruktor u prvenstvu
U rubrici bodovi, prikazana je bodovna prednost vodećeg vozača / konstruktora ispred drugoplasiranog, dok je žutom bojom označena utrka na kojoj je vozač / konstruktor osvojio naslov prvaka.
| Utrka               | Vozač       | Bodovi |
| ------------------- | ----------- | ------ |
| VN Nizozemske       | Graham Hill | 3      |
| VN Monaka           | Graham Hill | 0      |
| VN Belgije          | Graham Hill | 2      |
| VN Francuske        | Graham Hill | 2      |
| VN Velike Britanije | Graham Hill | 1      |
| VN Njemačke         | Graham Hill | 7      |
| VN Italije          | Graham Hill | 14     |
| VN SAD              | Graham Hill | 9      |
| VN Južne Afrike     | Graham Hill | 12     |

| Utrka               | Konstruktor   | Bodovi |
| ------------------- | ------------- | ------ |
| VN Nizozemske       | BRM           | 3      |
| VN Monaka           | Cooper-Climax | 1      |
| VN Belgije          | BRM           | 1      |
| VN Francuske        | BRM           | 3      |
| VN Velike Britanije | Lotus-Climax  | 1      |
| VN Njemačke         | BRM           | 4      |
| VN Italije          | BRM           | 10     |
| VN SAD              | BRM           | 3      |
| VN Južne Afrike     | BRM           | 6      |

## Utrke koje se nisu bodovale za prvenstvo
| Datum              | Naziv utrke                  | Staza             | Pobjednik vozač         | Pobjednik konstruktor |
| ------------------ | ---------------------------- | ----------------- | ----------------------- | --------------------- |
| 2. siječnja        | V Cape Grand Prix            | Killarney         | Trevor Taylor           | Lotus-Climax          |
| 1. travnja         | IV Brussels Grand Prix       | Heysel Park       | Willy Mairesse          | Ferrari               |
| 14. travnja        | III Lombank Trophy           | Snetterton        | Jim Clark               | Lotus-Climax          |
| 23. travnja        | XIV Lavant Cup               | Goodwood          | Bruce McLaren           | Cooper-Climax         |
| 23. travnja        | X Glover Trophy              | Goodwood          | Graham Hill             | BRM                   |
| 23. travnja        | XXII Pau Grand Prix          | Pau               | Maurice Trintignant     | Lotus-Climax          |
| 28. travnja        | VII Aintree 200              | Aintree           | Jim Clark               | Lotus-Climax          |
| 12. svibnja        | XV BRDC International Trophy | Silverstone       | Graham Hill             | BRM                   |
| 20. svibnja        | XX Naples Grand Prix         | Posillipo         | Willy Mairesse          | Ferrari               |
| 11. lipnja         | I International 2000 Guineas | Mallory Park      | John Surtees            | Lola-Climax           |
| 11. lipnja         | XIII Crystal Palace Trophy   | Crystal Palace    | Innes Ireland           | Lotus-BRM             |
| 1. srpnja          | III Grand Prix de Reims      | Reims-Gueux       | Bruce McLaren           | Cooper-Climax         |
| 15. srpnja         | XII Solitude Grand Prix      | Solitudering      | Dan Gurney              | Porsche               |
| 12. kolovoza       | VIII Kanonloppet             | Karlskoga         | Masten Gregory          | Lotus-BRM             |
| 19. kolovoza       | I Mediterranean Grand Prix   | Enna-Pergusa      | Lorenzo Bandini         | Ferrari               |
| 25. – 26. kolovoza | III Danish Grand Prix        | Roskilde Ring     | Jack Brabham            | Lotus-Climax          |
| 1. rujna           | IX International Gold Cup    | Oulton Park       | Jim Clark               | Lotus-Climax          |
| 4. studenog        | I Mexican Grand Prix         | Magdalena Mixhuca | Jim Clark Trevor Taylor | Lotus-Climax          |
| 15. prosinca       | V Rand Grand Prix            | Kyalami           | Jim Clark               | Lotus-Climax          |
| 22. prosinca       | II Natal Grand Prix          | Westmead          | Trevor Taylor           | Lotus-Climax          |

## Vanjske poveznice
- Službena stranica Formule 1
- Formula 1 – sezona 1962. StatsF1